# Championnat d'Écosse de football 2025-2026
Navigation
Édition précédente Édition suivante
La 129e édition du championnat d'Écosse de football, appelé « Scottish Premiership », est la deuxième sous l'appellation « William Hill Premiership » pour des raisons de parrainage avec William Hill. Elle oppose les douze meilleurs clubs d'Écosse en une série de trente-huit journées : les équipes s'affrontent à trois reprises de la 1re à la 33e journée, puis le championnat se scinde en deux poules pour les 5 journées restantes.
Lors de cette saison, le Celtic Football Club défend son titre face à 10 autres équipes dont deux promues du Scottish Championship : Falkirk FC et le barragiste Livingston FC.

## Participants

### Participants et localisation
| \| Aberdeen CEL Hibernian Motherwell RAN Livingston STM Falkirk Hearts Kilmarnock FC Dundee FC Dundee United \| Localisation des clubs |
| Aberdeen CEL Hibernian Motherwell RAN Livingston STM Falkirk Hearts Kilmarnock FC Dundee FC Dundee United                              |

| Club                | Se maintient depuis | Classement 2024-2025 | Stade              | Capacité théorique | Ville      | Nombre de saisons en première division |
| ------------------- | ------------------- | -------------------- | ------------------ | ------------------ | ---------- | -------------------------------------- |
| Celtic FC           | 1890                | 1er                  | Celtic Park        | 60 355             | Glasgow    | 128                                    |
| Rangers FC          | 2016                | 2                    | Ibrox Stadium      | 51 082             | Glasgow    | 124                                    |
| Hibernian FC        | 2017                | 3                    | Easter Road        | 20 421             | Édimbourg  | 114                                    |
| Dundee United       | 2024                | 4                    | Tannadice Park     | 14 223             | Dundee     | 62                                     |
| Aberdeen FC         | 1905                | 5                    | Pittodrie Stadium  | 20 866             | Aberdeen   | 112                                    |
| St Mirren FC        | 2018                | 6                    | The SMISA Stadium  | 8 023              | Paisley    | 104                                    |
| Heart of Midlothian | 2021                | 7                    | Tynecastle Stadium | 19 852             | Édimbourg  | 117                                    |
| Motherwell FC       | 1985                | 8                    | Fir Park           | 13 677             | Motherwell | 109                                    |
| Kilmarnock FC       | 2022                | 9                    | Rugby Park         | 17 889             | Kilmarnock | 96                                     |
| Dundee FC           | 2020                | 10                   | Dens Park          | 11 775             | Dundee     | 102                                    |
| Falkirk FC          | 2025                | 1er (SC)             | Falkirk Stadium    | 8 750              | Falkirk    |                                        |
| Livingston FC       | 2025                | 2                    | Almondvale Stadium | 10 112             | Livingston |                                        |

Légende des couleurs
- Phase de groupes de la Ligue des champions 2025-2026
- Troisième tour de qualification de la Ligue des champions 2025-2026
- Barrages de la Ligue Europa 2025-2026
- Troisième tour de qualification de la Ligue Conférence 2025-2026
- Deuxième tour de qualification de la Ligue Conférence 2025-2026
- Promu de Scottish Championship

## Compétition

### Déroulement de la saison
Les Rangers débutent leur saison avec deux matchs nuls. Il voient déjà leurs immuables rivaux, le Celtic, prendre le large avec quatre points d'avance. 

### Classement
| Rang | Équipe              | Pts | J | G | N | P | Bp | Bc | Diff |
| ---- | ------------------- | --- | - | - | - | - | -- | -- | ---- |
| 1    | Heart of Midlothian | 6   | 2 | 2 | 0 | 0 | 5  | 2  | +3   |
| 2    | Celtic FC T         | 6   | 2 | 2 | 0 | 0 | 3  | 0  | +3   |
| 3    | Livingston FC P     | 4   | 2 | 1 | 1 | 0 | 5  | 3  | +2   |
| 4    | Hibernian FC        | 4   | 2 | 1 | 1 | 0 | 4  | 3  | +1   |
| 5    | Kilmarnock FC       | 2   | 2 | 0 | 2 | 0 | 4  | 4  | 0    |
| 6    | Rangers FC          | 2   | 2 | 0 | 2 | 0 | 2  | 2  | 0    |
|      |                     |     |   |   |   |   |    |    |      |
| 7    | Motherwell FC       | 2   | 2 | 0 | 2 | 0 | 1  | 1  | 0    |
| 8    | Dundee United       | 1   | 2 | 0 | 1 | 1 | 4  | 5  | -1   |
| 9    | Dundee FC           | 1   | 2 | 0 | 1 | 1 | 2  | 3  | -1   |
| 10   | St Mirren FC        | 1   | 2 | 0 | 1 | 1 | 1  | 2  | -1   |
| 11   | Falkirk P           | 1   | 2 | 0 | 1 | 1 | 3  | 5  | -2   |
| 12   | Aberdeen FC         | 0   | 2 | 0 | 0 | 2 | 0  | 4  | -4   |

Qualifications européennes
Ligue des champions 2026-2027
- 1er : Barrages
- 2e : 2e tour de qualification

Ligue Europa 2026-2027
- C  : 3e tour de qualification

Ligue Conférence 2026-2027
- 3e et 4e : 2e tour de qualification

Relégation en Scottish Championship 2026-2027
- 11e : barrages de relégation
- 12e : relégation

Abréviations
- T : Tenant du titre
- C : Vainqueur de la Coupe d'Écosse 2026
- L : Vainqueur de la Coupe de la Ligue 2026
- P : Promu de Scottish Championship 2024-2025

### Résultats
| Résultats (▼dom., ►ext.)                                   | ABE | CEL | DFC | DUT | FAL | HEA | HIB | KIL | LIV | MTH | RAN | STM |
| Aberdeen FC                                                |     | 0-2 | .   | .   | .   | .   | .   | .   | .   | .   | .   | .   |
| Celtic FC                                                  | .   |     | .   | .   | .   | .   | .   | .   | .   | .   | .   | 1-0 |
| Dundee FC                                                  | .   | .   |     | .   | .   | .   | 1-2 | .   | .   | .   | .   | .   |
| Dundee United                                              | .   | .   | .   |     | .   | 2-3 | .   | .   | .   | .   | .   | .   |
| Falkirk FC                                                 | .   | .   | .   | 2-2 |     | .   | .   | .   | .   | .   | .   | .   |
| Heart of Midlothian                                        | 2-0 | .   | .   | .   | .   |     | .   | .   | .   | .   | .   | .   |
| Hibernian FC                                               | .   | .   | .   | .   | .   | .   |     | 2-2 | .   | .   | .   | .   |
| Kilmarnock FC                                              | .   | .   | .   | .   | .   | .   | .   |     | 2-2 | .   | .   | .   |
| Livingston FC                                              | .   | .   | .   | .   | 3-1 | .   | .   | .   |     | .   | .   | .   |
| Motherwell FC                                              | .   | .   | .   | .   | .   | .   | .   | .   | .   |     | 1-1 | .   |
| Rangers FC                                                 | .   | .   | 1-1 | .   | .   | .   | .   | .   | .   | .   |     | .   |
| St Mirren FC                                               | .   | .   | .   | .   | .   | .   | .   | .   | .   | 0-0 | .   |     |
| - Victoire à domicile - Match nul - Victoire à l'extérieur |     |     |     |     |     |     |     |     |     |     |     |     |

| Résultats (▼dom., ►ext.)                                   | ABE | CEL | DFC | DUT | FAL | HEA | HIB | KIL | LIV | MTH | RAN | STM |
| Aberdeen FC                                                |     | .   | .   | .   | .   | .   | .   | .   | .   | .   | .   | .   |
| Celtic FC                                                  | .   |     | .   | .   | .   | .   | .   | .   | .   | .   | .   | .   |
| Dundee FC                                                  | .   | .   |     | .   | .   | .   | .   | .   | .   | .   | .   | .   |
| Dundee United                                              | .   | .   | .   |     | .   | .   | .   | .   | .   | .   | .   | .   |
| Falkirk FC                                                 | .   | .   | .   | .   |     | .   | .   | .   | .   | .   | .   | .   |
| Heart of Midlothian                                        | .   | .   | .   | .   | .   |     | .   | .   | .   | .   | .   | .   |
| Hibernian FC                                               | .   | .   | .   | .   | .   | .   |     | .   | .   | .   | .   | .   |
| Kilmarnock FC                                              | .   | .   | .   | .   | .   | .   | .   |     | .   | .   | .   | .   |
| Livingston FC                                              | .   | .   | .   | .   | .   | .   | .   | .   |     | .   | .   | .   |
| Motherwell FC                                              | .   | .   | .   | .   | .   | .   | .   | .   | .   |     | .   | .   |
| Rangers FC                                                 | .   | .   | .   | .   | .   | .   | .   | .   | .   | .   |     | .   |
| St Mirren FC                                               | .   | .   | .   | .   | .   | .   | .   | .   | .   | .   | .   |     |
| - Victoire à domicile - Match nul - Victoire à l'extérieur |     |     |     |     |     |     |     |     |     |     |     |     |

## Statistiques

### Meilleurs buteurs
| Place              | Joueur          | Buts                | Club |
| ------------------ | --------------- | ------------------- | ---- |
| Médaille d'or      | Ivan Dolček     | Dundee United       | 3    |
| Médaille d'argent  | Stuart Findlay  | Heart of Midlothian | 3    |
| Médaille de bronze | James Tavernier | Rangers FC          | 2    |

## Bilan de la saison
| Championnat d'Écosse de football 2025-2026            |
| Champion                                              |
| Coupes et trophées                                    |
| Vainqueur de la Coupe de la Ligue écossaise 2025-2026 |
| Qualifications continentales                          |
| Ligue des champions de l'UEFA 2026-2027               |
| Ligue Europa 2026-2027                                |
| Ligue Conférence 2026-2027                            |
| Promotions et relégations                             |
| Promus en Scottish Premiership                        |
| Relégués en Scottish Championship                     |